# Rotterdam Open 2007
Il Rotterdam Open 2007, conosciuto anche con il nome di ABN AMRO World Tennis Tournament 2007 per ragioni di sponsorizzazione, è stato un torneo di tennis giocato sul cemento indoor. È stata la 34ª edizione del Rotterdam Open, facente parte della categoria International Series Gold nell'ambito dell'ATP Tour 2007. Si è giocato all'Ahoy Rotterdam indoor sporting arena di Rotterdam in Olanda Meridionale, dal 19 al 25 febbraio, 2007.

## Campioni

### Singolare
Michail Južnyj ha battuto in finale  Ivan Ljubičić con il punteggio di 6–2, 6–4

### Doppio
Martin Damm /  Leander Paes hanno battuto in finale  Andrei Pavel /  Alexander Waske con il punteggio di 6–3, 6(5)–7, 10–7